# Pedicularis gypsicola
Pedicularis gypsicola är en snyltrotsväxtart som beskrevs av Aleksei Ivanovich Vvedensky. Pedicularis gypsicola ingår i släktet spiror, och familjen snyltrotsväxter. Inga underarter finns listade i Catalogue of Life.